# Meriwether County
Meriwether County is een county in de Amerikaanse staat Georgia.
De county heeft een landoppervlakte van 1.303 km² en telt 22.534 inwoners (volkstelling 2000). De hoofdplaats is Greenville.